# 奧里奧爾·羅塞爾
奧里奧爾·羅塞爾（1992年7月7日—）是西班牙的一位足球運動員，在場上司職防守型中場。他現在效力於美國職業足球大聯盟奧蘭多城足球俱樂部，曾效力葡萄牙足球超級聯賽球隊里斯本競技足球俱樂部。他也代表加泰羅尼亞聯隊參加比賽 。

## 外部連結
- BDFutbol profile （页面存档备份，存于）
- Futbolme profile （西班牙文）
- MLS player profile （页面存档备份，存于）
- Official website